# الأزياء الغربية في الفترة 1775-1795
أصبحت الأزياء في العشرين عامًا ما بين 1775-1795 في الثقافة الغربية أبسط وأقل تفاصيل. كانت هذه التغييرات نتيجة لظهور المثل الحديثة للذات، وتراجع موضة أنماط الروكوكو المعقدة للغاية، وتبني المثل العقلانية أو «الكلاسيكية» لفلاسفة التنوير على نطاق واسع.

## مفهوم «الأزياء» في عصر التنوير
نشأ مفهوم الأزياء -كما هو معروف اليوم- في هذا الوقت، إذ كان استخدام الملابس قبل هذه النقطة في التعبير عن الذات محدودًا. جعلت أنظمة الإنتاج والتوزيع التي تديرها النقابات الحرفية والقوانين المحددة للنفقات الملابس باهظة الثمن وصعبة المنال بالنسبة لغالبية الناس. ومع ذلك، بحلول عام 1750، أحدثت ثورة المستهلك نسخًا أرخص من الأنماط العصرية، ما أتاح للأفراد من كل الطبقات ارتداء الملابس الدارجة. وبذلك أصبحت الأزياء من وسائل التعبير عن الفردية. وعكس التغيير المستمر في طراز الملابس المعايير السياسية والاجتماعية في ذلك الوقت.

## الثورة الفرنسية
مع تعاظم نفوذ الراديكاليين واليعاقبة، ساد نفور من الأزياء الراقية بسبب بذخها وارتباطها بالملكية والأرستقراطية، ثم تحوّل النفور إلى شكل من أشكال «مناهضة الأزياء» للرجال والنساء والتأكيد على البساطة والتواضع. ارتدى الرجال الملابس الداكنة البسيطة واعتمدوا تسريحات الشعر القصير دون وضع أي مساحيق. خلال رعب عام 1794، رمزت ملابس العمل التي ارتداها أفراد الطبقة العاملة إلى المساواة بين اليعاقبة.
عادت الأزياء العصرية والبذخ إلى فرنسا والدول التابعة لها تحت حكومة المديرين في الفترة 1795-1799 بتصاميم «المديرين»، ولكن الرجال لم يعودوا إلى عادات البذخ. وصلت هذه الصيحات إلى ذروتها بأزياء الطراز الكلاسيكي في أواخر تسعينيات القرن الثامن عشر وأوائل القرن التاسع عشر. بالنسبة للرجال، ظلت المعاطف والصدرات والجوارب من العقود السابقة دارجة في جميع أنحاء العالم الغربي، مع تغيير مخطط شكل الجسم في هذه الفترة -إذ أصبح أنحف- واستخدام الألوان الترابية والمزيد من الأقمشة غير اللامعة.

## أزياء النساء

### لمحة عامة
حافظت الملابس النسائية في طرازها على الشكل المخروطي للجذع بينما تغير شكل التنانير خلال هذه الفترة. اختفت تنانير البانييه العريضة (التي تمسك التنانير من الجانبين) في معظمها بحلول عام 1780 في كل مكان باستثناء وظائف البلاط الملكي الأكثر الرسمية، وارتدت النساء الأرداف الزائفة (حشوات المؤخرة) فترة من الوقت.
تركت ماري أنطوانيت بصمتها على الأزياء الفرنسية منذ ثمانينيات القرن الثامن عشر، إذ بدأت في هذا الوقت تقريبًا التمرد على نمط حياة البلاط الملكي. ألغت تبرّجها الصباحي ولجأت إلى بيتي تريانون بوتيرة متزايدة، ما أدى إلى انتقاد خصوصيتها، إذ لم يعد بإمكان أفراد الطبقة الأرستقراطية ممارسة حقهم الطبيعي برؤية ملكتهم على الدوام. وجدت ماري أنطوانيت ملاذًا من ضغوط حياة البلاط الصارمة وأعين العامة وصحة أطفالها المتداعية وإحساسها بالعجز في زواجها بممارسة حياة ريفية زائفة في نجعها المبني حديثًا حيث ارتدت ونخبة من صديقاتها المقربات ملابس الفلاحين وقبعات القش واعتزلن في النجع. كان هذا النشاط كفيلًا بأن يطور أسلوبها في اللباس.
حسب التقاليد، يمكن التعرف على سيدة البلاط على الفور من تنورات البانييه والمشدات والمواد الحريرية الثقيلة التي صُنعت منها أثوابها على الطراز الفرنسي أو الإنجليزي. بتخلص ماري أنطوانيت من هذه العناصر المميزة وارتداء الغول أو الشيميز، تجرّدت الأرستقراطيات من هويتهن التقليدية؛ لم يعد الآن بالإمكان تمييز النبيلات عن الفتيات القرويات بسبب الخلط بين الفوارق المرتبطة بالملابس في الطبقة. صُنع الشيميز من الموسلين الأبيض واتُهمت الملكة باستيراد أقمشة أجنبية وشلّ صناعة الحرير الفرنسية. صُمِّم الشيميز بطبقات رقيقة من الموسلين الملفوف بشكل فضفاض حول الجسم والمثبت بحزام عند الخصر، وغالبًا ما يُلبس مع المئزر والشال. تبنت النساء المتأنقات في فرنسا وإنجلترا هذه الصيحة حالًا، ولكن عند عرض بورتريه ماري أنطوانيت التي رسمتها إليزابيث فيغ لوبرون، أحدث طراز الملابس فضيحة كبيرة وزاد الكراهية للملكة. بدت ملابس الملكة في البورتريه وكأنها ثوب داخلي ترتديه النساء تحت ملابسهن الأخرى أو عند الاسترخاء في المساحة الحميمة من المخدع الخاص. اعتُبر اللباس غير لائق ولا سيما بالنسبة للملكة. قوض الطابع الجنسي للثوب الداخلي مفاهيم المكانة والأيديولوجية التي منحت الملكة سلطتها. أرادت ماري أنطوانيت أن تكون منعزلة ومتفردة وهذا سلوك لا يليق بأفراد الأسرة المالكة التي من المفترض أن تكون رمزًا للدولة.
عندما بلغت ماري أنطوانيت الثلاثين من عمرها، قررت أنه لم يعد لائقًا أن تلبس بهذه الطريقة وعادت لارتداء أنماط أكثر احتشامًا، مع أنها ظلت تُلبس أطفالها أثوابًا على طراز الغول، ما انعكس سلبًا على والدتهم مع أن مجهودها كان واضحًا في كبح تماديها السابق في الموضة. وعلى الرغم من النفور من أزياء الملكة غير اللائقة، وعودتها إلى اللباس التقليدي في وقت لاحق من حياتها، أصبح الغول من الملابس الدارجة في كل من فرنسا وخارجها. ومع أن بدايات ظهوره أثارت الجدل، أصبحت بساطة التصميم والمواد هي التقليد السائد وكان لها دور كبير في الانتقال إلى التصاميم الكلاسيكية الجديدة في أواخر تسعينيات القرن الثامن عشر.
خلال سنوات الثورة الفرنسية، ضم لباس المرأة تصاميم مختلفة من الأزياء الوطنية. ارتدت النساء أشكالًا متنوعة من التنانير البيضاء، تعلوها سترات مخططة ملونة بألوان ثورية، بالإضافة إلى أثواب الشيميز اليونانية البيضاء المزينة بالشالات والأوشحة والشرائط.